# KZ-Außenkommando Sudelfeld (Luftwaffe)
Das KZ-Außenkommando Sudelfeld (Luftwaffe), eines der 169 Außenlager des KZ Dachau, diente in der Zeit des Nationalsozialismus auf dem Sudelfeld bei Bayrischzell in Oberbayern dem Bau einer Versuchsanlage des „Bevollmächtigten für Hochfrequenzforschung“.

## Hintergründe
Um den Vorsprung der Alliierten in der Radarforschung aufzuholen, wurde eine „Reichsstelle für Hochfrequenzforschung“ mit ungefähr 1500 Hochfrequenz-Experten in verschiedenen Instituten des Deutschen Reiches eingerichtet. Eine Experimentieranlage der Luftwaffe mit der Bezeichnung „Planungsstelle Sudelfeld für Sonderaufgaben der Luftwaffe Braunschweig, Sudelfeld b. Bayrischzell“ befand sich auf dem Sudelfeld bei Bayrischzell im Landkreis Miesbach in Oberbayern, zur Erforschung der Hochfrequenztechnik. Schon bald hatte sich der Reichsführer SS Heinrich Himmler in diese Arbeiten eingeschaltet, indem er Räumlichkeiten und fachkundige KZ-Häftlinge zur Verfügung stellte. Dies wurde in einem Rechenschaftsbericht der damaligen Führung des Beauftragten für Hochfrequenzforschung in Person des Staatsrates H.(Johannes) Plendl in Berlin-Gatow an Feldmarschall Hermann Göring, Reichsminister der Luftfahrt, lobend hervorgehoben.

## Außenlager des KZ Dachau
So war in Räumen des Konzentrationslagers Dachau im August 1943 ein „Hochfrequenzforschungs-Institut“ eingerichtet worden. Dieses Kommando war der Vorläufer des im Juni 1944 zum KZ Groß-Rosen in Schlesien verlegten Kommandos „Wetterstelle“ und bestand aus Fachleuten der Elektro- und Funktechnik aus den Reihen der KZ-Häftlinge. Eine Außenstelle entstand am Sudelfeld. Das Verzeichnis der Haftstätten unter dem Reichsführer SS (ITS-Liste) unterscheidet allerdings nicht zwischen dem in Sichtweite gelegenen KZ-Außenkommando Sudelfeld (SS-Berghaus), einem Bergsport- und Erholungsheim der SS, und der Planungsstelle der Luftwaffe für den „Bau einer Versuchsanlage des Bevollmächtigten für Hochfrequenzforschung“. Allerdings wird letztere in der Abteilung „Arbeitseinsatz des Konzentrationslagers Dachau“ gesondert unter der Bezeichnung „Sudelfeld – Luftwaffe“ geführt. Zwei Veränderungsmeldungen dieser Abteilung Arbeitseinsatz tragen die Bezeichnung „Sudelfeld – Luftwaffe“ und sind erhalten geblieben, sie nennen die Namen zweier Häftlinge, die in das Krankenrevier des Stammlagers Dachau zurückverlegt wurden. Ebenfalls erscheint in der Liste „Häftlingseinsatz für Zwecke der Luftfahrtindustrie“ des SS-Wirtschaftsverwaltungshauptamtes (WVHA) vom Januar 1944 dieses Luftwaffen-Außenkommando unter der Bezeichnung „Bau einer Versuchsanlage des Bev.[ollmächtigten] f.[ür] Hochfrequenz[forschung]“ Die Stärke des KZ-Kommandos wird darin mit 25 Mann angegeben; es wurden 4660 Arbeitsstunden geleistet.

## Erhaltene Bauten

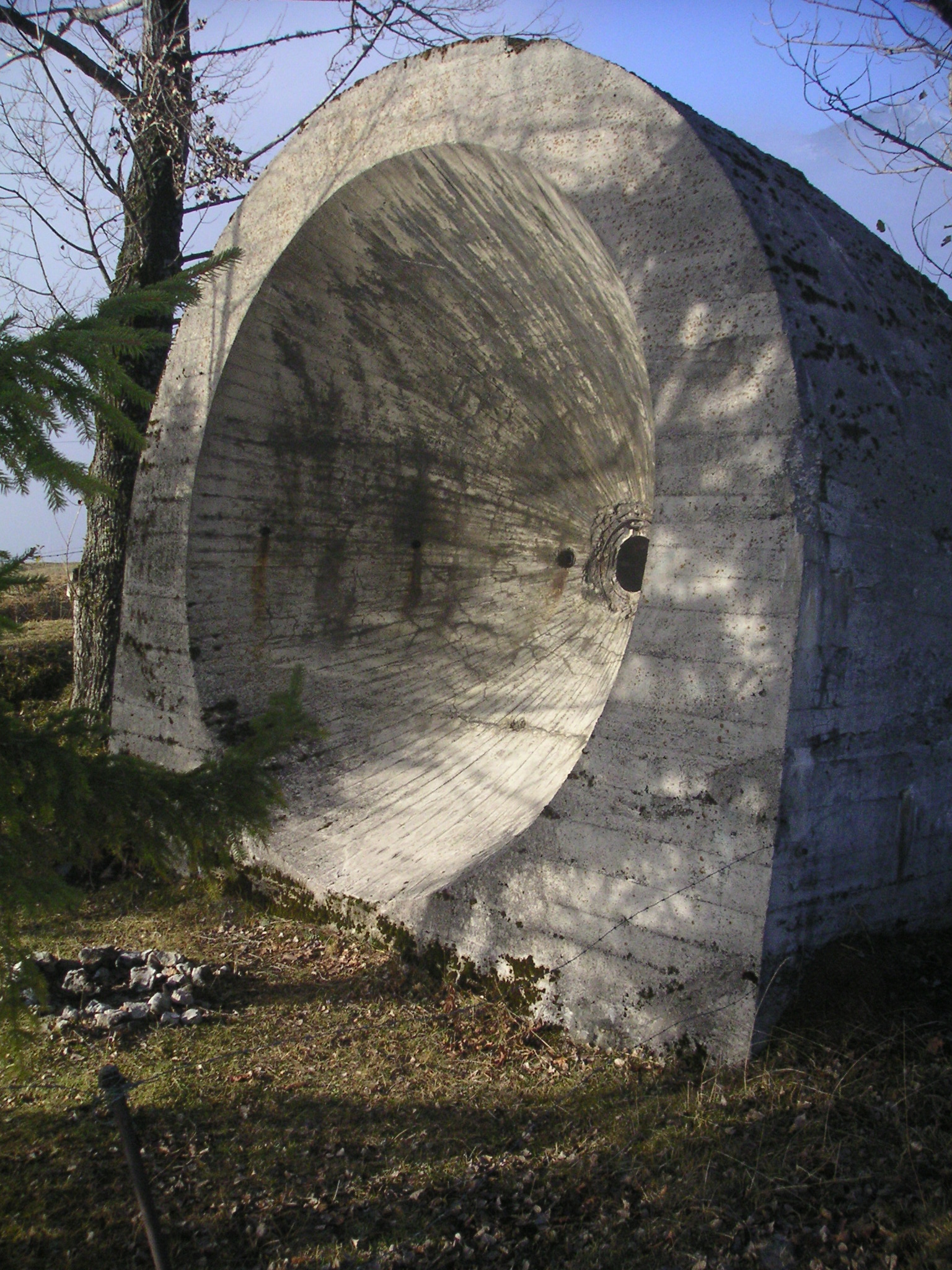
Betongehäuse für einen Parabolspiegel aus Metall zur Radarforschung

Die Bauten für die „Versuchsanlage für Hochfrequenztechnik“ des Außenkommandos „Sudelfeld – Luftwaffe“ wurden auf dem Kamm eines Bergrückens nördlich und oberhalb der Deutschen Alpenstraße errichtet. Erhalten geblieben sind Fundamentreste für eine Materialseilbahn und Betonblöcke, die Aggregate von Antennenanlagen trugen, sowie ein Bunker und das massiv betonierte Gehäuse mit den ungefähren Maßen 6,00 × 6,00 × 6,00 Meter in Form eines Scheinwerfers, mit einer talwärts gerichteten Ausnehmung in Form eines Parabolspiegels zur Aufnahme eines Spiegels aus Metall. Seine Form und Bauweise lässt auf die Erprobung von Funkmessverfahren (Radar) schließen. (Siehe auch: Würzburg (Radar)). Die Spiegelachse weist in Richtung der kleinen Bergkuppe auf der gegenüberliegenden Talseite mit Namen Waldkopf, auf den eine gerade noch erkennbare, mit Gras eingewachsene Trasse einer schmalen Straße führt. Dort sind allerdings keine Reste einer Gegenstation als Endpunkt einer Messstrecke mehr zu finden. Eine weitere Plattform befand sich weiter oberhalb in selber Peilrichtung am Oberen Sudelfeld und ist heute noch anhand einer ebenfalls mit Gras überwachsenen Zufahrtsstraße deutlich erkennbar. An der Talstation der Materialseilbahn im Bereich des heutigen Großparkplatzes befand sich die so genannte „Luftwaffenbaracke“.
Gegen Ende des Jahres 1944 wurden unweit der Versuchsstation zwei hölzerne Munitionsbaracken zur Lagerung von je einer Tonne Sprengstoff errichtet, deren Fundamente erhalten geblieben sind. Im entsprechenden beim Landratsamt Rosenheim eingereichten Bauantrag wurde erwähnt, dass die Lagerung des Sprengstoffs im Auftrag der „Bau- und Betriebsstelle des Braun – Helmhlotz (sic!) – Instituts [wahrscheinlich Helmholtz] in Landsberg/Lech Fliegerhorst“ erfolgen sollte. Beigefügt war ein Lageplan im Maßstab 1:5000 mit dem schematisch dargestellten Versuchsstand und den „Muni-Baracken“, dem einzigen bis jetzt bekannten schriftlichen Nachweis dafür, dass die noch erhaltenen Betonreste mit der Versuchsanlage identisch sind. Diese stehen unter Denkmalschutz.
Bis heute halten sich Gerüchte, die Anlage habe der Entwicklung und Erprobung eines „rauchlosen Schießpulvers“ gedient, was wahrscheinlich seitens der SS als eine bewusste Irreführung der ansässigen Bevölkerung diente. Alle erhalten gebliebenen schriftlichen Hinweise deuten aber auf eine Radarforschung hin.